# George Atzerodt
George Andreas Atzerodt (12. juni 1835 -  7. juli 1865) konspirerede sammen med John Wilkes Booth i mordet på Abraham Lincoln. Han fik til opgave at myrde vicepræsident Andrew Johnson, men kunne ikke gennemføre drabsforsøget. Han blev henrettet ved hængning sammen med tre andre der medvirkede til mordet.